# Perfugas
Perfugas – miejscowość i gmina we Włoszech, w regionie Sardynia, w prowincji Sassari.
Według danych na rok 2021 gminę zamieszkiwało 2261 osób, 37,14 os./km².
Graniczy z Bortigiadas, Bulzi, Chiaramonti, Erula, Laerru, Martis, Santa Maria Coghinas i Tempio Pausania.